# SuperCalc
SuperCalc byl tabulkový procesor, klon VisiCalcu, pro CP/M, později i pro MS-DOS (rok 1982) a Microsoft Windows. První verze je z roku 1980. Napsal jej Gary Balleisen pro firmu Sorcim. Tu roku 1984 koupila společnost Computer Associates.
Prvním tabulkovým kalkulátorem byl VisiCalc, ale jeho verze pro CP/M operační systémy fungovala pouze na strojích HP-125, Sharp MZ80, a Sony SMC-70. SuperCalc byl vytvořen k využití příležitosti zaplnění prázdného místa na trhu. Po boku WordStar, který byl jeden z aplikací určených pro CP/M systémy, doručovaný s přenosným počítačem Osborne 1. Rychle se stal populárním a roku 1982 byl portován pro MS-DOS.
Vylepšení oproti VisiCalc (s využitím stejné struktury příkazů za použití lomítka), SuperCalc byl první z programů se schopností iterativně řešit reference (buňky, jejich obsah záleží na výsledku jiných). Trvalo více než 10 let, po uvedení SuperCalc, než tato funkce byla zavedena do Microsoft Excel, ačkoliv v programu Lotus 1-2-3 bylo možné pomocí ručně napsané logiky tuto iterativní logiku implementovat taktéž. Podle produktového manažera SuperCalc, iterativní kalkulace byly přidány když Sorcim změnil principy výpočtů z binární reprezentace desetin na binární matematiku (tedy na bázi čistě dvojkové soustavy). Vzhledem k tomu, že přesnost těchto dvou matematických balíčků byla odlišná, některá vyhodnocení podmínek (IF) mohla být vyřešena rozdílně a iterativní výpočty tento problém vyřešily.
Vereze SuperCalc byly později uvedeny i pro Apple II, pro počítače používající MS-DOS, a poté, co byla společnost Sorcim koupena společností Computer Associates (CA, CA Technologies) v polovině 80. let byla uvedena i distribuce programu pro Microsoft Windows (pod názvem CA-SuperCalc). Verze pro MS-DOS byla více populární u uživatelů, než Lotus 1-2-3 na trhu, jelikož byla distribuována bez ochrany proti kopírování a byla levnější.
Vydáním verze 3 v březnu 1987, bylo ohlášeno milión uživatelů. Nové verze byly publikovány do počátku devadesátých let dvacátého století. Poté již trhu s tabulkovými procesory dominoval Microsoft Excel.